# Voetjes van de vloer
Voetjes van de vloer is een nummer van de Nederlandse dj Kav Verhouzer uit 2014, ingezongen door de Nederlandse zangeres Sophie.
"Voetjes van de vloer" werd een bescheiden succesje in zowel Nederland als Vlaanderen. Het nummer bereikte in Nederland de 18e positie in de Tipparade, en in Vlaanderen de 15e positie in de Tipparade. Hiermee was het voor het eerst dat Verhouzer deze lijsten bereikte.